# Hans Dorsch

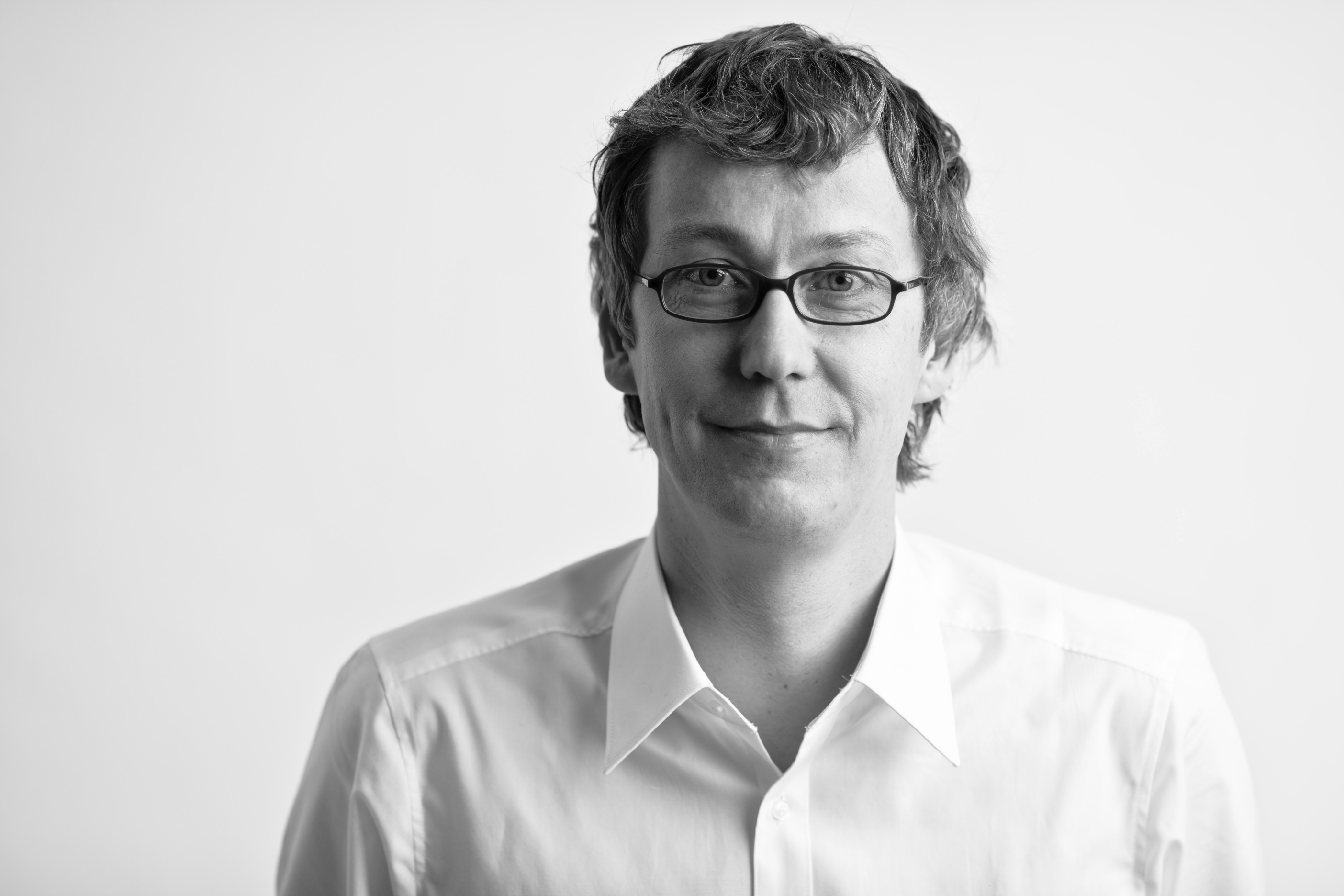
Hans Dorsch, 2012

Hans Dorsch (* 1969 in Bamberg) ist ein deutscher Autor von Fachbüchern im Bereich EDV.
Dorsch studierte an der Otto-Friedrich-Universität Bamberg Germanistik. Im Anschluss arbeitete er als Programmierer und Projektmanager. Seit 2003 arbeitet er als Texter, Konzepter und Autor. Dorsch lebt und arbeitet in Köln.
Seit 2005 veröffentlicht er Bücher zum Thema Mac, iPhone, iPad und Android.

## Werke
- Das Android-Smartphone-Buch : das Handbuch zu Ihrem Samsung Galaxy, HTC Desire, Motorola Defy oder einem anderen Android-Smartphone. O’Reilly, Köln 2011, ISBN 978-3-86899-105-5.
- iWork 11: Pages, Keynote und Numbers für Mac und iPad. Mandl & Schwarz, Husum 2011, ISBN 978-3-939685-27-2.
- IPad und Apps in der Praxis : Internet und Medien so einfach wie nie ; mit iWork-Apps „Pages, keynote & numbers“ und nützlichen iPad-Anwendungen aus dem App-Store. Mandl & Schwarz, Husum 2010, ISBN 978-3-939685-22-7.
- iPhone und Apps in der Praxis : der persönlichste Computer für Telefon, Internet und Medien; hilfreiche Tipps zum aktuellen Betriebssystem „iOS 4“ und iPhone-Anwendungen aus dem App Store. Mandl & Schwarz, Husum 2010, ISBN 978-3-939685-19-7.
- iPhone 4 und Apps in der Praxis: mit iOS 4, FaceTime und Infos zur iMovie-App. Mandl & Schwarz, Husum 2010, ISBN 978-3-939685-19-7.
- iWork '09 : pages, numbers, keynote ; das Office-Paket von Apple. Mandl & Schwarz, Husum/Nordsee 2009, ISBN 978-3-939685-10-4.
- iPhone 3G - iPod, Telefon und Internet : mobiles Multimedia von Apple mit integriertem Fun-Faktor ; für Mac & Windows inklusive Version 2.2. Mandl & Schwarz, Husum/Nordsee 2009, ISBN 978-3-939685-05-0.
- Mac professionell - für Freiberufler und Selbständige : innovativ und effizient arbeiten - dank der Erfolgs-Tools von Apple ; [die Ideen-Fundgrube für alle aktiven Apple-Nutzer]. Kilchberg : SmartBooks, 2005, ISBN 3-908497-24-8.
- iPhone: Das Missing Manual, 4. Auflage. O’Reilly, Köln 2011, ISBN 978-3-89721-575-7.